# Stine Broløs
Stine Broløs Kristensen (født 17. marts 1998) er en dansk håndboldspiller, der spiller for Sønderjyske.